# Українська революція у Бахмутському повіті

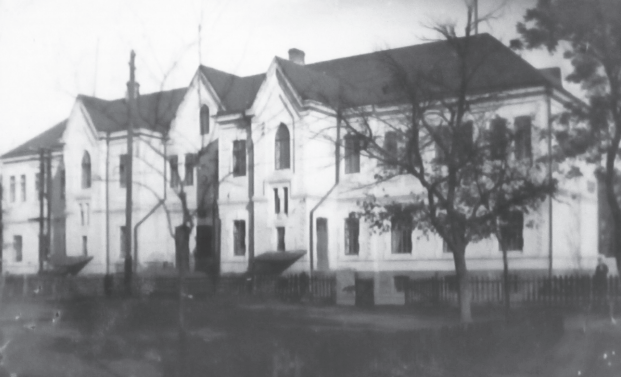

Українська революція у Бахмутському повіті — революційні події доби Української революції 1917-1921 років на території Бахмутського повіту Катеринославської губернії.

## Історія
Про Лютневої революції яка почалася 27 лютого 1917 року в Бахмутському повіті дізналися через 3 4 дні про це, повідомили тривожні гудки на шахтах і транспорті. Першими на численних мітингах в Гришиному і повіті виступили есери члени Партії Соціалістів Революціонерів їх організація існувала в регіоні ще до революції. Вони ж приступили до організації місцевої влади розіславши по селах і волостях своїх представників які організовували громадські комітети і добровольчі дружини з охорони громадського порядку.  До складу громадських комітетів переважно входили представники середнього класу. В Гришине до складу комітету були обрані 6 чоловік серед них були власники, службовці, залізничники, машиністи і лікар, в Сергіївці священик, середняки і один бідняк, в селі Гришине заможні селяни і один бідняк. Всі ці місцеві органи влади на чолі з есерами виступали з підтримкою Тимчасового уряду і "війни до переможного кінця".
Про те який настрій був в селах Бахмутського повіту після лютневих подій можна судити зі спогадів жителя села Гришиного Москалевского:
"Нам з матір'ю це здалося настільки неймовірним, що ми спочатку не повірили. Але тут прибігли сусіди і все підтвердили. Радості не було кінця. Всюди в селі збиралися групи людей, збуджено обговорювали незвичайну новина, радіючи їй і вітаючи один одного, як з великим святом. Тепер-то, сподівався кожен, припиниться, нарешті, війна, і простий люд знайде свободу. "
У березні в повіті з'явилися перші ради на чолі яких стояли есери і меншовики і безпартійні. З 15 по 17 березня в Бахмуті пройшла I конференція рад Донбасу, на ній були присутні представники від 48 рад Гришинський повіт представляли меншовики. На конференції обговорювалися організаційні моменти і вперше була зроблена спроба організувати роботу рад без урахування старих адміністративних кордонів. Для координації роботи рад в Бахмуті був створений координаційний орган Інформаційне бюро на чолі з Ліпшецем є припущення що це був гришинський купець Абрам Липшиц або один з його синів, а самі ради були об'єднані в шість районних рад. Таке обласне об'єднання рад проіснувало до травня 1917 року.
У травні в повіті з'явилася нечисленна і маргінальна організація більшовиків РСДРП (б)
У квітні травні 1917 року в повіті з'явилися перші українські організації і партії серед них були культурно освітня організація "Просвіта", і політичні Українська партія соціалістів революціонерів, Українська партія соціалістів федералістів, Українська соціал-демократична робітнича партія.
Радянський міф про те що Донбас був більшовицьким форпостом в Україні руйнується спогадами самих більшовиків. Так під час святкування першотравня більшовики зробили спробу виступити на мітингу на руднику але робочі стали кричати "геть більшовиків" і розходилися з мітингу. А під час спроби виступити на загальноміському мітингу в Покровську, більшовиків мало не побили після чого їх заарештували.  Таке ставлення до більшовиків збереглося до кінця літа. Про це писав у своїх спогадах Е Медне:
«Мої спогади про революційну роботу в Донбасі почалися з квітня місяця після Лютневої революції 1917 року. Гришинський повіт, куди нас, повернулися із заслання, запросили працювати шахтарі, вдавав із себе не кращий в революційному і пролетарському відношенні район, він вдавав із себе селянську масу і тільки тисяч дванадцять робочих всіх галузей. Ця кількість робочих представительствовал Виконавчий комітет, що складається в більшості з есерів і кілька меншовиків і інтернаціоналістів і жодного більшовика. настрій у всьому районі було проти більшовиків, як на рудниках, так і на селі. До половини липня місяця 1917 року, більшовика не можна було відкрито виступати, його піддавали суду Лінча. Навіть і без всяких виступів більшовиків ловила натовп, наелектрозірованная представниками влади меньшевітско-есерівської коаліції »
Навесні влітку анархічні організації значно збільшилися в зв'язку з тим що з США в Донбас  приїхали анархісти агітатори. Це були анархісти: О. Горелік, М. Коняєв, П, Рибін, М. Черняк, С. Дибець та інші. Анархісти в великій кількості були послані робочими в фабрично-заводські комітети, культурно - просвітницькі робочі організації, професійні спілки, ради та інші робочі організації.  Про вплив анархістів в повіті говорить те що деякий час в 1917 році главою Гришинської ради був анархіст Тулупов.
У червні на всіх великих рудниках з'явилися профспілкові організації шахтарів, було обрано районне правління на чолі з А. Беленко, Козаковим, Козинською.
З червня 1917 р. почала виходити газета «Известия Гришинского совета рабочих и крестьянских депутатов». У червні рада висловила підтримку Тимчасовому урядові, а у серпні – засудила корніловський заколот.

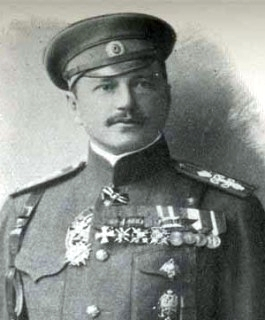
Біскупський Василь командир 3-й кавалерійської дивізії частини якої розташовувалися у Бахмутському повіті. Наприкінці 1917 року в дивізії почалася українізація.

У повіті період від лютого до жовтня 1917 протікав без значних подій життя йшло своєю чергою, у всіх населених пунктах йшла політична боротьба за владу між УПСР, УСДРП, РСДРП, ПСР, РСДРП (б) і анархістами.

### Органи влади
Влітку в повіті розгорнув роботу Бахмутський повітовий земельний комітет, комітет вирішував питання використання панських земель, про затримку орендних грошей, про заборону видавання поміщикам з депозиту, про конфіскацію панського майна ці рішення були популярні серед селянства. Завдяки роботі земельного комітету в Гришиному, Сергіївці, Гродівці, і в інших великих селах на орендні гроші за панську землю були створені будинки селянства, бібліотека, школи, агроучастки, сільськогосподарські гуртки, і інші корисні організації.

#### Отримання Гришиним статусу міста та вибори до міської думи
Постановою Тимчасового уряду від 3 червня 1917 р. «Про перетворення 41 сільського поселення в міста з уведенням в них Міського Положення» селище Гриишине отримало статус міста та міську думу у кількости 23 гласних. 
У серпні 1917 року проведено вибори Міської думи. Головою Гришинської міської думи був обраний Шевченко П.П., а міським головою – службовець Мельников А.С. (меншовик), помічником міського голови був обраний Лінда М.С. – службовець млина Еліка Маліса і слюсар депо Божченко Й.П.

#### Погром у Гродівці
До осені положення в повіті погіршилося, затяжна війна, дорожнеча, відмова промисловців підвищити заробітну плату робітникам призвело до радикалізації місцевого населення. В районі почастішали конфлікти між робітниками і промисловцями селянами і поміщиками і колоністами. Одним із прикладів конфлікту селян з поміщиками може слугувати події які відбулися в Гродівці:
"Біднота, що збунтувалася, з сіл Гродівка та Марченково під керівництвом активіста І.І. Чуприни розгромила маєток поміщика Рафальського, підпалила майже усі будівлі, забрала хліб, худобу, сільгоспінвентар і роздала усе це бідним селянам. Самого поміщика спалили на розжареній плиті у «білій кухні». За переказами людей, які колись працювали у пана, відгуки про нього були дуже негативні. Пан Рафальський мав великий сад, але яблук своїм робітникам майже не давав, а якщо комусь і давали, то не в руки, а кидали на землю, як худобі. Люди були вкрай обурені і чекали часу, щоб «розплатитись» з паном…"

#### Прибуття військ
Для наведення порядку в повіт прибула 3-тя кавалерійська дивізія під командуванням майбутнього командувача Армії Української Держави Біскупського Василя. Окремі її частини були розквартировані в селах Гришине, Гродівка, Сергіївка і Новоекономічне.

#### Більшовицький заколот
У вересні влада в радах в повіту залишалася в руках меншовиків та есерів, але вже до кінця місяця половину місць в раді зайняли більшовики.
Під час Жовтневого перевороту значних подій в повіті не відбувалося, пройшли перевибори рад які так і залишилися під впливом меншовиків та есерів, в повіті і населених пунктах були створені коаліційні військово революційні-комітети до яких перейшла вся повнота влади, був створення коаліційний районний ревком на чолі з Козаковим, Сидоренко, Тараном, і ін., також створений залізничний ревком, в який входили Франц Шнабель, Кондратенко, Череватенко, І. Сурін і Н. Боровий.
Про те що відбувалося в Покровське під час Жовтневого перевороту залишив спогади В. Коваленко
«І, довго не чекаючи, більшовик, машиніст депо Микита Боровий зі своїми товаришами пішов міняти владу. Міська дума була розташована у приміщенні, яке заводчик Вульфович подарував місту, воно знаходилось поруч з нинішньою міськрадою (колишній будинок купця Ліпшиця)». Захоплення влади у місті Гришине більшовиками пройшло без будь-якого спротиву. Коротка розмова відбулася у міській управі, а невдовзі пройшов мітинг біля паровозного депо. На зборах мітингуючим був зачитаний склад ревкому, який очолив більшовик Шнабель. На мітинг прийшли і «колишні» керівники міста, які голосно викрикували: «І хто в них до влади прийшов. Бидло. Сашка Сидоренко на вулицях газети продавав, а тепер комісаром став».
Велика частина населення повіту яка перебувала під впливом есерів і меншовиків негативно сприйняли переворот. Не дивлячись на те що Мала рада УНР також засудила переворот у Петрограді місцеві організації УПСР і УСДРП в перший день підтримали переворот а вже на наступний день виступили проти перевороту єдиним блоком з РСДРП і ПСР. Після перевороту есери відмовилися співпрацювати з більшовиками, відомий есер і який був довгий час головою виконкому Гришинського вугільного району Давидов назвав переворот "авантюрою" і заявив що "він з сміховинним міністерством працювати не бажає".
Разом з більшовиками виступили ліві есери на чолі з Бродським.

### Доба Української Народної Республіки (20(7) листопада 1917 - 29 квітня 1918)
Докладніше: 3-тя кавалерійська дивізія 

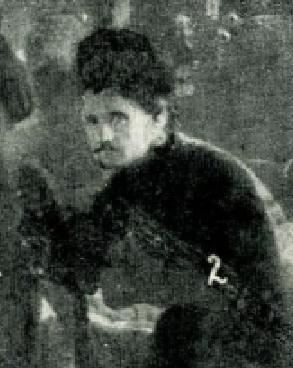
Сотник Армії УНР уродженець Покровська Губа Нечепір.

Після того як УЦР 7 листопада 1917 затвердила III Універсал, в якому проголосила Українську Народну Республіку (УНР) велика частина рад робітничих і солдацьких депутатів і всі ради селянських депутатів гришинського повіту визнали верховенство влади Української Центральної Ради в Києві. Частини 3-ї кавалерійської дивізії під командуванням В. В. Біскупського що знаходилися в повіті  українізувалися і стали міцною опорою для української влади в районі.  З Бахмута в повіт прийшло постанова про ліквідацію всіх рад і створення замість них "Радянських спілок" і "Селянських спілок".
Головною причиною поразки українських сил в повіті була пасивність неузгодженість і відсутність загального плану дії.
Бачачи що мирним шляхом захопити владу не вийде в листопаді в Донбас приїхав емісар совнаркому РРФСР Петровський який зібрав в Микитівці місцевих більшовиків. На зборах був вироблений план повстання і захоплення влади в Донбасі. Після зборів в Микитівці не зустрічаючи опору з боку Армії УНР більшовики зміцнили своє становище в повіті для організації червоної гвардії в Гришино і повіті Москвою були виділені гроші і зброя але організовувати її почали тільки в грудні 1917 року , в частині 3-й дивізії були послані агітатори для роззброєння, на телефонних і телеграфних станціях були поставлені контролери з червоноармійцями. На залізничних станціях була посилена більшовицької комендатура.
Незважаючи на те що більшовики наприкінці 1917 року зміцнили свої позиції в коаліційних ревкомах, їм ще доводилося рахуватися з представниками інших партій. Так на перший Вседонбаський з'їзд ревкомів підконтрольних більшовикам який проходив 4 грудня 1917 в Микитівці від Покровська ні хто не прибув.
На початку 1918 року в Покровське в кінотеатрі Поляковського зібралися офіцери 3-й кавалерійської дивізії, на зборах обговорювалося питання виступу проти місцевих більшовиків. В цей же час революційно налаштовані солдати і місцеві більшовики оточили кінотеатр і заарештували всіх офіцерів. Після цього влада в дивізії перейшла до полкових комітетів. Позбувшись військової загрози з боку 3-й кавалерійської дивізії більшовики зміцнили свої позиції в ревкомі. Так на другий Вседонбаський з'їзд ревкомів який проходив 15 січня 1918 року в Микитівці прибув представник від Покровська. 

#### Заколот «Тимчасового Революційного комітету 15-ти»
25 січня 1918 року вся влада на станції Гришине і прилеглих станціях була захопленого більшовицьким «Тимчасовим Революційним комітетом 15-ти» на чолі з Н. Іорбіком. Всі залізничні органи самоврядування і профспілки були розпущені, в кожен управління залізниці був назначині комісари.

Входження земель нинішнього Покровського району до складу першої Донецької губернії проходило в гострій боротьбі з місцевою проукраїнською і соціалістичної опозицією.  Після ліквідації загрози з боку кавалерійської дивізії вся повнота влади в Покровську і околицях на початку 1918 року перейшла до військово-революційного комітету, який очолювали більшовики: Козаков, Сидоренко, Таран. До складу цього комітету входили також: Е.Медне, Морозов, С.Хильков, А.Козинський, Ломів, Кривошапка, Іляхинський, А.Бєленький та інші. На залізниці влада ще належала коаліційному залізничному ревкому на чолі з більшовиком Шнабелем, в нього також входили Кондратенко, Череватенко, В.Сурін и М.Боровій. Завдяки захопленню влади в районі більшовикам вдалося виділити свого делегата на Другий вседонбаській з'їзд ревокмов який проходив 15 січня 1918 року в Микітівці, на якому обговорювалися організаційні питання радянського будівництва. На цьому ж з'їзді усі делегати визнали Центральний Військово-Революційний Комітет Донбасу верховною владою в регіоні. Після прибуття делегата від Покровська додому відразу ж стали реалізовуватися рішення з'їзду і постанови ЦВРКД і ЦШКГД.
За рішенням конференції у всій губернії в тому числі Гришинський районі був створений районний штаб червоної гвардії, загони Червоної гвардії були наближені до форм регулярної армії, було прийнято рішення боротися з партизанщиною що призвело до чергового протистояння повстанських загонів анархістів і есерів і загонів червоної гвардії в районі.
У волостях стали організовуватися ревкоми і загони червоної гвардії, районний ревком провів націоналізацію земель і підприємств. Для керівництва господарським життям району була створена районна рада народного господарства на чолі з Козинським, для збереження від розграбування панських маєтків були виділені спеціальні уповноважені. На утримання місцевих червоноармійських загонів і загонів Центроштаба Донбасу на місцевих поміщиків і багатих селян була накладення контрибуція в 100000 рублів. Через стягнення контрибуції і грабежів більшовиків в повіті на початку 1918 відбувалися численні антибільшовицькі повстання які були придушені загонами Червоної гвардії.
Для поліпшення постачання продовольством робітників і шахтарів було прийнято рішення реорганізувати горнозаводскі продовольчі комітети прибравши з їх керівництва есерів і меншовиків які саботували і заважали організації постачання, на їх місце були посаджені нові працівники лояльні новій владі. З організаційного питання було прийнято рішення для боротьби з саботажем на підприємствах ввести робочий контроль, для встановлення революційного правового порядку при радах були створені революційні трибунали.
В цей же час велика частина 3-й кавалерійської дивізії яка перебувала в повіті визнали радянську владу, один полк заявив про нейтралітет. Частина полків вступили до лав радянських військ, більша частина солдатів з часом розійшлися по домівках. 10 лютого Антонов-Овсієнко наказав якомусь Шарова роззброїти залишки 3-й дивізії.

#### Звільнення від більшовиків
У зв'язку з початком бойовими діями в березні в повіті для постачання загонів червоноармійців на селян і промисловців була накладена контрибуція під такими гучним словом переховувався звичайний грабіж. У зв'язку з цим в повіті почалися нові хвилювання і повстання в окремих селах вбивали місцевих більшовиків.  Також в повіті скупчилася велика кількість відступаючих повстанських загонів анархістів, весь місяць вони здійснювали нальоти і напад на більшовиків, через що реальна влада більшовиків була тільки в Гришиному і в великих селищах.
У повіті відновилася робота ревкомів і штабів червоної гвардії, добровільна мобілізація серед населення повіту була провалена селяни і робітники не поспішали ставати червоноармійцями. Через те що накази ЦВРКД не виконувалися для стеження за їх виконанням в районний штаб в Гришине приїхав делегат ЦВРКД, але прибуття делегата не змінило становище в повіті.
В цей же час представники РСДРП, ПСР, УПСР, УСДРП, закликали місцеве населення не вступати до лав червоної гвардії, переконуючи їх що за Австно-Німецькими частинами йде демократична Українська Центральна Рада, яка забезпечить робочим кращі умови життя, ніж більшовицький диктатура.
В кінці березня початку квітня 1918 року почалися бої за Донецький басейн по лінії залізниць з боку Катеринослава на Гришине наступали частини Австро-Угорської армії, Німецької армії і Армії УНР. З 14 квітня позиції на заході повіту займали частини 2-ї РККА під командуванням Єгорова.
Для оборони Гришинського району польовим штабом Донецької армії був вироблений план оборони. За цим планом гришинску ділянку було винесено вперед по лінії Добропілля - Фірсова - Гришине -Селідово - Гродівка - Курахівка. Від села Добропілля і на північ до Олександрівки йшла лінія Слов'янської сторожової групи, Гришинський сторожова група висувалася до станції Чаплине. Але цей план так і не був виконаний через загальної паніки яку викликали відступаючі частини з Катеринослава.
14 квітня командиром Гришинського ділянки оборони був призначений Бондаренко, він почав Розширювати лінію фронту на північ і на південь. Не дивлячись на всі зусилля зв'язати фронт 2-й РККА з 3-й РККА на півночі і 1-й РККА на півдні не вдалося. Станом на 15 квітня на Гришинський ділянці знаходилося 700 червоноармійців Ніжинського загону та загону Чередниченко, до цих загонів прибували численні дрібні загони місцевого формування.
17 квітня 2-я армія отримавши підкріплення їй був посланий "Інтернаціональний полк" - з угорців та інших військовополонених перейшла в контрнаступ на захід і зайняли Демурине. Вже 19 квітня Бондаренко повідомляв що його частини зайняли станцію Просяна і просувалися до Чаплине тим самим висунулися далеко вперед у порівнянні з 3-й і 1-й арміями. Але в цей же день Бондаренко отримав припис почати відхід на лінію річок Казенний Торець і Вовча. Цей припис викликано повним розгромом 1-й РККА і панічним відступ 3-й РККА.
20 квітня 3-тя РККА під командуванням Чікваная покинули район Слов'янська і відступили до Костянтинівці, при цьому 2-я РККА яка міцно тримала позиції перед Гришиним стала загрожувати оголена північна ділянка. При цьому чітких вказівок від Антонова-Овсієнка не надходило були тільки повідомленні про те що 3-тя РККА повинна зберегти зв'язок з 2-й РККА і про те що до неї йде підкріплення з Юзівки, Горлівки, Єнакієвого та Луганська. В цей же день  частини Бондаренко без бою відступили до Гришиного і Юзівки.
20 квітня на станцію Гришине з підкріпленням прибув начальник Центрального Штабу Червоної Гвардії Донбасу Пономаренко Іван разом з Бондаренко він намагався організувати оборону Гришинського ділянки, завдяки цьому противника вдалося затримати до 21 квітня і після чого 2-й армія покинула Гришине і відступила за річку Казенний Торець.
23 квітня частини Бондаренко узгодили план відходу разом з частинами Чікваная.
Але вже 24 квітня армія Чікваная припинила своє існування завантажившись в ешелони і поїхав в тил без офіційного наказу, армія Бондаренко відходила в порядку вступаючи в запеклі перестрілки з противником. В цей же день всі червоногвардійські частини покинули повіт.
- Начальник штабу Червоної гвардії Гріщінского району - Таран Григорій Тимофійович

Влада
- Гришинська волость - члени ревкомів  Д. Воробйов, М. Науменко, І. Ходика, А. Лучанинов і А. Анікєєв.
- Сергіївська волость - члени ревкомів П. Кутний, 3. Корівка, Кишкань, П. Рокотянскій, Н. Нецемнюк, М. Кишкань і Короченки.
- Гродівська волость -

### Відновлення влади УНР в повіті (21 квітня - 29 квітня 1918)
Докладніше: Корпус Кнерцера, 34-а піхотна дивізія 

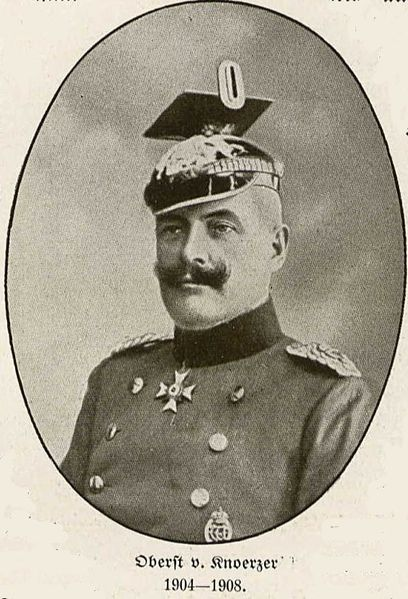
Частини корпусу Карла Альберта фон Кнерцера звільнили Гришине і район від більшовиків в квітні 1918.

Після звільнення повіту і відновлення української влади в регіоні Гришине з околицями увійшли до складу новоствореної адміністративної одиниці Половецької землі яка була утворена 6 березня 1918 року, адміністративний центр знаходився в Бахмуті. На першому етапі влада в районі належали військовим комендатурам австрійської німецької та української армії, головним представником української влади в землі був військовий комендант Половецької землі (Донецького району) командир Слов'янської групи Армії УНР Володимир Сінкевич, його штаб розміщувався в Микитівці. Разом з німцями в район повернулися частина поміщиків. У селах Гришине, Сергіївка, і ін. Був заарештований цілий ряд селян до деяких була застосована порка. За розпорядженням німецької військової комендатури, в волостях були скликані сходи на яких були обрані "Волосні земські управи". У складі управ були переважно заможні селяни.
Через нетривале існування Половецької землі після звільнення її від більшовиків з 17 по 29 квітня, в ній не було створено адміністративний апарат. Земля була ліквідована після Гетьманського перевороту указам якого було повернуто старий розподіл на губернії і повіти.
Гришинський повіт увійшов в зону Австро-Угорської окупації але на залізничних станціях перебували німецькі частини. У Донбасі дислокувалися війська ХІ австро-угорського корпусу із штабом у Маріуполі. У Юзівці розмістився штаб 4-ї кавалерійської дивізії. Північні землі Донбасу зайняли 215-а німецька дивізія та інші частини.
Після закінчення бойових дій німецькі та українські частини зайнялися збором контрибуції в районі, у селян забирали зерно, худобу, все це вивозилося в Німеччину. Для виконання норм реквізит німці брали заручників. Земські управи займалися поверненням розкраденого майна поміщиків. За взятий хліб в маєтку поміщики вимагали сплати 9. 60 рублів, за неповернений інвентар брали суму в 3 - 4 дорожче її вартості. Оренда за користуванням землею також була стягнута.

### Доба Української Держави (29 квітня - 19 листопада 1918)
З приходом до влади Павла Скоропадського стались зміни в органах влади у Бахмутському повіті. Старостою Бахмутського повіту 15 травня призначений Юрій Жилинський. Міліція реорганізована у Державну варту. Діяла кінна сотня на чолі з Петром Котенком. Відновлено приватну власність на землю та нерухомість.
Найбільш радикально налаштовані партії і профспілки гірників і залізничників пішли в підпілля, майже легально діяли партійні організації меншовиків та кадетів.  У зв'язку з припиненням роботи багатьох партійних організацій в повіті, єдиними структурами які організовували робітників і захищали їх права стали профспілки одним з найбільших об'єднань був "Горнотруд".
У липні 1918 року в повіті з'явилися чутки, що в околицях оперує загін на чолі з Нестором Махном.
У червні Рада міністрів ухвалила закон «Про передачу хліба врожаю 1918 року в розпорядження держави», який давав право державі розпоряджатися всіма надлишками зерна яке було у селян, для виконання союзних обов'язків. Селяни намагалися самостійно продати зерно через низьку ціну яку пропонувала державна монополія. Через хлібозаготівлю і низьку закупівельну вартість страждало населення міст і робітничих селищ. У серпні в Бахмутському повіті на ґрунті голоду закривалися рудники і заводи, розвинувся бандитизм повсюдно відбувалися вбивства і грабежі.
У серпні 1918 під час збору врожаю протистояння загострилося селяни не хотіли віддавати хліб німцям. На придушення заворушень і збройних виступів в повіт попрямували частини німецької армії 224-ї піхотної дивізії яка дислокувалася в Слов'янську і 225-ї піхотної дивізії яка дислокувалася в Юзівці.  Заворушення були придушені повстанців розстрілювали заарештовували, знищували їх житло, паролі членів їх сімей.
Значна заборгованість по заробітній платі, погане продовольче забезпечення, збільшення тривалості робочого дня притиснення профспілок, викликало невдоволення робітників, призводило до численних страйків.
У серпні 1918 в повіті почалася Всеукраїнський страйк залізничників, в знак солідарності до них приєдналися робітники копалень. В Гришине був організований страйковий комітет з Бакакіна, Стрельцова, Говора, Овчарова, Лобанова, Матковського та Шимановем. У день початку страйку бажаючи уникнути насильного приводу на роботу працівники транспорту розбіглися по хуторах і селах. У відповідь адміністрація і німецьке командування почали застосовувати репресивні заходи: закрили кооператив, питну воду, почали виселяти з квартир і т. д. Страйковий комітет був заарештований. Бакаківа, Шаманова і Стрельцова відправили до Австрії.
Згуртованість залізничників, підтримка шахтарів і робітників, фінансова допомога колег з РРСФР, дозволило витримати місячний страйк, і дозволило добитися поступок з боку адміністрації.
Досить складні відносини були між обраними місцевими органами влади, в яких нерідко переважали представники соціалістичних партій і земської влади призначеної Гетьмана. Нерідко військове керівництво вдавалася до репресивних дій щодо органів місцевого самоврядування.
У жовтні 1918 року Махно здійснив рейд по повіту і здійснив перший  напад на Гришине. Під впливом дій Махно в повіті починають  організовуватися численні повстанські загони які перебували під  впливом різних партій, анархістів, більшовиків, есерів, і прихильників УНР.
В Сергіївці був організований загін на чолі з більшовиком Рокотянскім який налічував 200 бійців, В районі Гришиного діяли  кінний загін Н. Ігнатенко - Волгіна і загін махновця П. Петренко-Платонова

### Доба Директорії УНР (19 листопада - 9 грудня 1918)
В середині листопада 1918 численні загони повстанців анархістів, есерів, петлюрівців підтримали повстання Директорії УНР всюди  ліквідувалася, державна варта і гетьманські органи влади. В цей же  час німці почали залишати район.
У листопаді в Гришине прибув загін залізничної варти яка підтримувала Директорію УНР чисельністю 15 чоловік під командуванням  сотника Гудвило, вони очікували початку повстання після якого збиралися стати представниками місцевої влади УНР.   В середині листопада Гудвило отримав директиву роззброїти державну варту, але так як у нього не вистачало сил він звернувся за допомогою до місцевих повстанців. Причину звернення Гудвили до повстанців які були під впливом більшовиків та лівих есерів в своїх спогадах пояснює О. Яковенко :

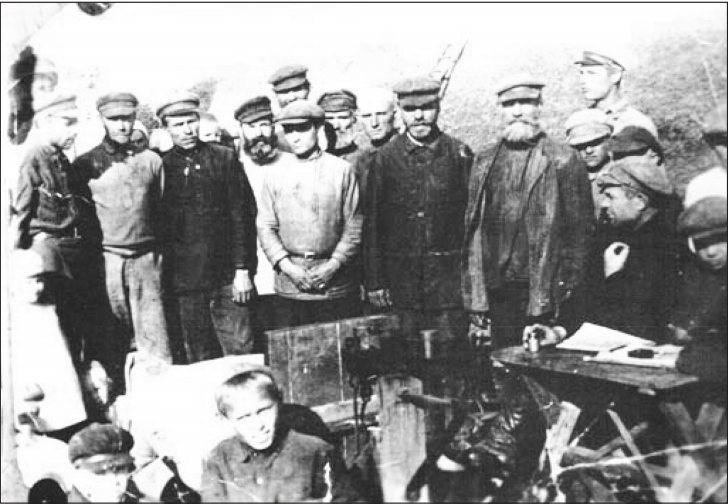

"Гудвило вважав більшовиків "щирими" українцями, тому що більшовики до цього  при зустрічах з петлюрівцями розігрували з себе "щирих" з метою конспірації"
19 листопада об'єднані загони повстанців з Сергіївки, Криворіжжя, Святогорівці, і Добропілля роззброїли державну варту на станції Гришине. У момент роззброєння був убитий урядник Царевский. Активну участь в повстання Директорії УНР брали місцеві повстанці: Кантор, Татаренко, Федорченко, Доценко, А. Гончаров, Булавін, С. Гончаров, Шатохін, Шуранов, Андрюханов, Бурчак, Гриняк і ін.
З 19 листопада до середину грудня 1918 року Гришинський повіт був під контролем частин Армії УНР.  В цей час в Гришиному і околицях діяв петлюрівський загін отамана Мелашко який боровся з більшовицькими і махновськими загонами і займався мобілізацією місцевого населення в Армію УНР.  У цей час у багатьох волостях повіту петлюрівські повстанські отамани проводили мобілізацію селян, переважно із заможних верств населення та інтелігенції готуючись виступити зі зброєю проти більшовиків.
В цей же час донці проникли в межі Української Народної Республіки в Донбас вони боролися не тільки з місцевими повстанцями а й тероризували мирне населення, на що відреагував головнокомандувач частинами Армії УНР на Правобережній Україні Петро Болбочан який 29 листопада відправив телеграму отаману Краснову в якій погрожував розправою за насильство над громадянами УНР.

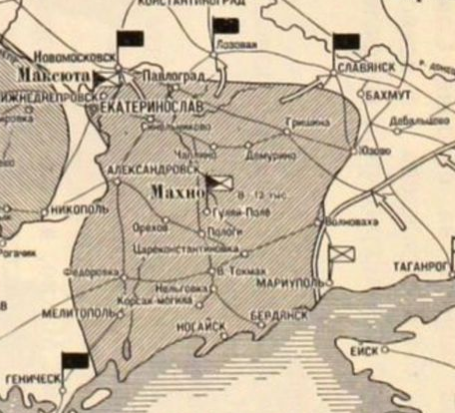

### Доба Вільної території ( 9 грудня 1918 - 14 лютого 1919 )
Докладніше: Гришинська операція
Докладніше: 2-й піхотний Гришинський полк
8-9 грудня - повстанські загони більшовиків, анархістів, лівих есерів, безпартійних і колишніх бійців Армії УНР під командуванням Колоса і Максименко без бою в ході Гришинської операції зайняли Гришино. Серед повстанських командирів які брали участь в занятті міста були отамани з околиць Бава, Лінь і анархіст Рибін Петро та ін. У місті влада перейшла до повстанського коаліційного ревкому, німецьким частинам які були в місті було дано 6 днів на збори.
Командир Гришинської бойової дільниці
- Колос Григорій Оксентійович - грудень 1918.

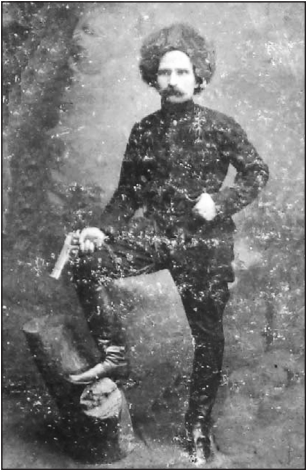

### Доба УРСР - Друга Донецька губернія ( 14 лютого - 17 травня 1919)
Докладніше: Бої за Гришине (1919)

### Доба Добровольчої армії (Харківська область ЗСПР) ( 29 травня - 29 грудня 1919 )
Докладніше: Бій за Гришине

### Протистояння Вільної території і Донецької губернії (29 грудня 1919 - лютий березень 1929)
Докладніше: Кураховсько-Гришинська операція
Докладніше: Другий рейд Революційно повстанської армії України

## Пам'ятники
- Могила партизана громадянської війни Ф. П. Наумова

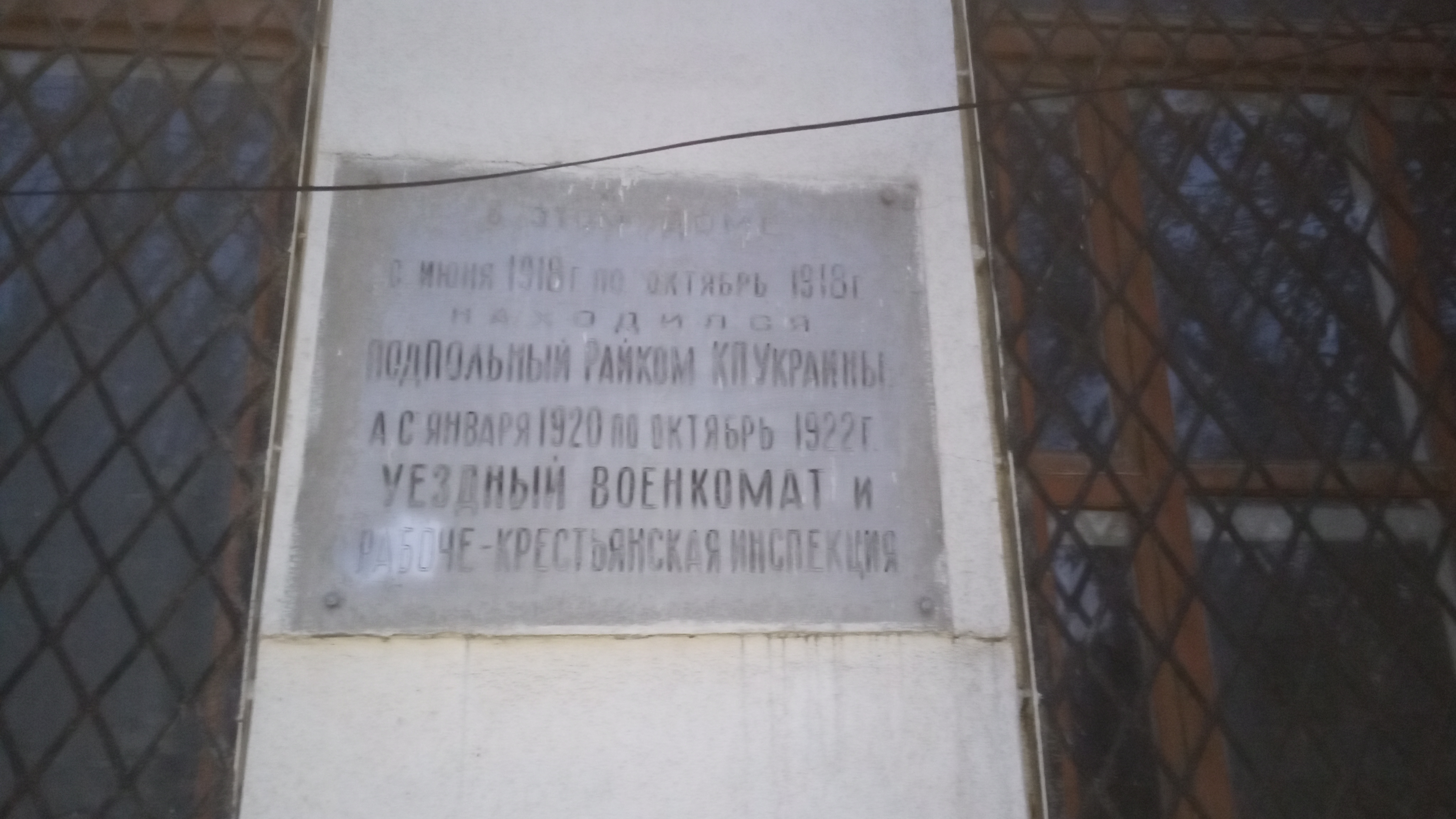
Пам'ятна дошка на будинку Ліпшиця

- Будинок Ліпшиця

## Спеціальні дослідження
- Октябрь в Гришинском районе. (По материалам Артемовского Окристпарта и воспоминаниям О. Яковенка и Д. Воробьева в обработке редакции.) Борьба за Октябрь на Артемовщине. Сборник воспоминаний и статей. 1929 г. Острогорский М. (сост.) Издательство: Издательство «Пролетарий»
- Гришіінские рабочие в борьбе за власть советов. (По материалам Артемовского Окристпарта и воспоминаниям О. Яковенка и Д. Воробьева в обработке редакции.) Борьба за Октябрь на Артемовщине. Сборник воспоминаний и статей. 1929 г. Острогорский М. (сост.) Издательство: Издательство «Пролетарий»
- Кордюков В.В. Гришинський район у вирі 1917-1921 років. – Краматорськ: «Каштан», 2018. – 184 с. ISBN 978-966-427-396-8
- Анатолій Мєдвєдєв "Українська революція в Гришинському районі". Покровський район: час і особистості. Історико - краєзнавчий нарис. / Книга друга. авт. кол. Луковенко С. П. Моісєєнко Л. М. та інші / м. Львів 2018. ISBN 978-617-7527-28-1